# PNS Larkana
PNS Larkana je hlídková loď pákistánského námořnictva. Je první rychlou hlídkovou lodí, která byla v Pákistánu navržena i postavena. Hlavní posláním lodě jsou hlídkování a záchranné mise u pobřeží země. Plavidlo nebylo stavěno v sérii. Na jeho základě však vznikly raketové čluny třídy Jalalat.

## Stavba
Larkanu postavila loděnice PN Dockyard v Karáčí. Na vodu byla loď spuštěna 23. října 1993 a do služby byla uvedena 6. června 1994.

## Konstrukce
Výzbroj tvoří dva 37mm kanóny ve věži na přídi, čtyři 25mm kanóny a dva vrhače hlubinných pum. Plavidlo pohání dva diesely roztáčející dva lodní šrouby. Nejvyšší rychlost dosahuje 24 uzlů.